# Трноваць
Трно́вац (мак. Трновац) — село у Північній Македонії, входить до складу общини Кратово Північно-Східного регіону.
Населення — 330 осіб (перепис 2002) в 110 господарствах.